# La Peña (Actopan)
La Peña es una localidad de México perteneciente al municipio de Actopan en el estado de Hidalgo.

## Geografía
A la localidad le corresponden las coordenadas geográficas 20°16’9.319” de latitud norte y 98°55’14.231” de longitud oeste, con una altitud de 2017 m s. n. m. Se encuentra a una distancia aproximada de 3.19 kilómetros al este de la cabecera municipal, Actopan.
En cuanto a fisiografía se encuentra dentro de la provincia del Eje Neovolcánico dentro de la subprovincia de Llanuras y Sierras de Querétaro e Hidalgo; su terreno es de lomerío. En lo que respecta a la hidrología se encuentra posicionado en la región Panuco, dentro de la cuenca del río Moctezuma, en la subcuenca del río Actopan. Cuenta con un clima semiseco templado.

## Demografía
En 2010 registró una población de 876 personas, lo que corresponde al 1.61 % de la población municipal. De los cuales 438 son hombres y 438 son mujeres. Tiene 199 viviendas particulares habitadas.
| Gráfica de evolución demográfica de La Peña entre 1900 y 2010                                               |
| |
| Población de los censos y conteos del Instituto Nacional de Estadística y Geografía (INEGI) de 1900 a 2010. |

## Economía
La localidad tiene un grado de marginación medio y un grado de rezago social muy bajo.